# Clann na nGael GAA (Roscommon)
Il Clann na nGael GAA è un club di sport gaelici situato a Johnstown, vicino Athlone, nella Contea di Roscommon, Repubblica d'Irlanda, ma è la squadra di riferimento di tutte le aree meridionali della contea e delle semiparrocchie di Drum e Clonown. 
Formato dalla fusione nel 1936 delle squadre di Drum e Clonown, si occupa essenzialmente di calcio gaelico (maschile e femminile) e gioca le sue partite casalinghe in tenuta blu con banda o dettagli gialli nel campo di Johnstown.
Il Clann na nGael è uno dei club più importanti dell'ovest irlandese e vanta un palmares di notevole rispetto: annovera infatti ben 7 titoli senior del Connacht, primo nella provincia per coppe alzate, e 20 del Roscommon, anche in questo caso primatista. Il risultato va evidenziato stante la non prominente posizione del Roscommon nel panorama provinciale inter-county e la presenza di squadre molto competitive sia nel campionato di contea come il St. Brigids GAA Club (campione anche nazionale ma sotto al Clann na nGael per successi di contea e provinciali), così come le altre prestigiose squadre di Mayo, Galway e Sligo.
Meno fortuna a livello nazionale, dove il club ha partecipato sette volte, disputando cinque finali e perdendone tutte, quattro addirittura di seguito tra il 1987 ed il 1990.
Tra i suoi giocatori di spicco sono senz'altro da annoverare Tony McManus e Donal Shine.
Anche le categorie femminili del club hanno avuto modo di raggiungere importanti traguardi, vincendo un titolo provinciale e quattro titoli del Roscommon.

## Albo d'oro
- Connacht Senior Club Football Championship (7): 1982, 1984, 1985, 1986, 1987, 1988, 1989
- Roscommon Senior Football Championship 20: 1961, 1966, 1970, 1976, 1977, 1979, 1981, 1982, 1984, 1985, 1986, 1987, 1988, 1989, 1990, 1991, 1993, 1995, 1996, 2015